# John Carey (martyr)
Pour les articles homonymes, voir John Carey et Carey.
John Carey né à Dublin en Irlande à une date qui nous est inconnue et mort le 4 juillet 1597 à Dorchester en Angleterre est un laïc irlandais arrêté et exécuté pour sa foi catholique sous le règne d'Élizabeth Ire. 

## Biographie
L'histoire de John (ou Terence) Carey est directement liée à celle de Thomas Bosgrave, un gentleman anglais dont il était au service. Catholique comme son employeur il est arrêté au château de Chideock au moment où celui-ci est perquisitionné. Le Sherif de Dorchester est à la recherche d'un prêtre, John Cornelius qui s'y cache. Le prêtre est découvert. Toutes les personnes présentes sur le domaine sont aussi arrêtées. Il est incarcéré. Le fait d'être catholique et d'être en contact avec un prêtre catholique suffit à le faire condamner à mort. Il partage alors le même sort que son employeur. Il subit la peine réservée aux traîtres à savoir être pendu, traîné sur une claie jusqu'à la potence et mis en quart. Est exécuté en plus du prêtre un autre Irlandais lui aussi au service de Thomas Bosgrave, Patrick Salmon.

## Vénération
Reconnu comme un martyr catholique, John Carey fut béatifié en 15 décembre 1929 par le pape Pie XI. Vénéré par l'Église catholique il est fêté le 4 juillet et est compté dans la liste des Cent sept martyrs d'Angleterre et du pays de Galles. Avec John Cornelius, John Carey et Patrick Salmon ils sont ensemble vénérés comme les Martyrs de Chideock.

## Voir également
- Martyrs de Douai
- Martyrologe romain
- Martyrs d'Angleterre et du pays de Galles
- Quatre-vingt-cinq martyrs d'Angleterre et de Galles
- Quarante martyrs d'Angleterre et de Galles
- Cinquante-quatre martyrs anglais
- Martyrs d'Oaten Hill
- Martyrs de Londres de 1591
- Les Martyrs de la Chartreuse de Londres